# Gerard Moreno
Gerard Moreno Balagueró (Katalánsky: [ʒəˈɾaɾt] * 7. dubna 1992 Santa Perpètua), známý jako Gerard Moreno, je španělský profesionální fotbalista, který hraje na pozici útočníka ve španělském klubu Villarreal CF a ve španělském národním týmu.

## Klubová kariéra

### Villarreal
Gerard se narodil v Santa Perpètua de Mogoda v provincii Barcelona v Katalánsku a v roce 2010 se připojil se k akademii Villarrealu CF z místního CF Badalona. 5. března 2011 debutoval v rezervním týmu při domácí prohře 1:2 proti Rayu Vallecano.
Gerard vstřelil svůj první profesionální gól, ještě v B-týmu, 10. prosince 2011, když přispěl k domácímu vítězství 3:1 nad Xerez CD. Svůj první zápas v hlavním týmu Villarrealu odehrál zhruba o rok později v zápase proti Elche CF. 25. ledna 2013 vstřelil svůj první gól za Žlutou ponorku, když otevřel utkání proti CE Sabadell FC.
Dne 8. července 2013 odešel Gerard do druholigového klubu RCD Mallorca na sezónní hostování. Následně se vrátil do Villarrealu a již se usadil v A-týmu, který hrál v La Lize.
Gerard debutoval ve španělské nejvyšší soutěži 14. září 2014, a to při bezbrankové remíze proti Granadě. O deset dní později vstřelil svůj první gól v soutěži v zápase proti Eibaru.

### Espanyol
Dne 13. srpna 2015, podepsal Gerard pětiletou smlouvu s jiným španělským klubem, a to s RCD Espanyol, který odkoupil 50% hráčových prodejních práv za poplatek ve výši 1,5 milionu euro. 23. ledna následujícího roku skóroval v domácím utkání proti svému bývalému týmu, následně byl však vyloučen.
Gerard v sezóně 2017/18 vstřelil 16 branek, čímž pomohl týmu k 11. příčce v lize.

### Villarreal (návrat)
Gerard se dne 12. června 2018 vrátil do Villarrealu a podepsal pětiletou smlouvou. Poté, co si jeho bývalý klub ponechal 50% práv na hráče, zaplatil Espanyolu 20 milionů euro, čímž odkoupil zbývajících 50% a získal tak hráče natrvalo.
Gerard v sezóně 2019/20 dal 18 ligových gólů, a získal tak Zarra Trophy, pro nejlepšího španělského střelce v La Lize.

## Reprezentační kariéra
Gerard nebyl nereprezentoval Španělsko na mládežnických úrovních. V seniorské reprezentaci debutoval 15. října 2019, když odehrál celý zápas proti Švédsku v rámci kvalifikace na Euro 2020. O měsíc později vstřelil svůj první gól při vysoké výhře 7:0 proti Maltě v Cádizu. 18. listopadu vstřelil dvě branky při vítězství 5:0 nad Rumunskem.

## Statistiky

### Klubové
K 8. dubnu 2021
| Klub             | Sezóna  | Liga             | Liga   | Liga | Pohár  | Pohár | Evropské poháry | Evropské poháry | Ostatní | Ostatní | Celkem | Celkem |
| Klub             | Sezóna  | Liga             | Zápasy | Góly | Zápasy | Góly  | Zápasy          | Góly            | Zápasy  | Góly    | Zápasy | Góly   |
| ---------------- | ------- | ---------------- | ------ | ---- | ------ | ----- | --------------- | --------------- | ------- | ------- | ------ | ------ |
| Villarreal       | 2012/13 | Segunda División | 14     | 3    | 0      | 0     | —               | —               | —       | —       | 14     | 3      |
| Villarreal       | 2014/15 | La Liga          | 26     | 7    | 6      | 5     | 7               | 4               | —       | —       | 39     | 16     |
| Villarreal       | Celkem  | Celkem           | 40     | 10   | 6      | 5     | 7               | 4               | —       | —       | 53     | 19     |
| Mallorca (host.) | 2013/14 | Segunda División | 31     | 11   | 1      | 1     | —               | —               | —       | —       | 32     | 12     |
| Espanyol         | 2015/16 | La Liga          | 32     | 7    | 4      | 0     | —               | —               | —       | —       | 36     | 7      |
| Espanyol         | 2016/17 | La Liga          | 37     | 13   | 1      | 0     | —               | —               | —       | —       | 38     | 13     |
| Espanyol         | 2017/18 | La Liga          | 38     | 16   | 6      | 3     | —               | —               | —       | —       | 44     | 19     |
| Espanyol         | Celkem  | Celkem           | 107    | 36   | 11     | 3     | —               | —               | —       | —       | 118    | 39     |
| Villarreal       | 2018/19 | La Liga          | 35     | 8    | 3      | 1     | 11              | 4               | —       | —       | 49     | 13     |
| Villarreal       | 2019/20 | La Liga          | 35     | 18   | 2      | 2     | —               | —               | —       | —       | 37     | 20     |
| Villarreal       | 2020/21 | La Liga          | 24     | 19   | 1      | 0     | 8               | 5               | —       | —       | 33     | 24     |
| Villarreal       | Celkem  | Celkem           | 94     | 45   | 6      | 3     | 19              | 9               | —       | —       | 119    | 57     |
| Celkem           | Celkem  | Celkem           | 272    | 102  | 24     | 12    | 26              | 13              | —       | —       | 322    | 127    |

### Reprezentační
K 31. březnu 2021
| Španělsko | Španělsko | Španělsko |
| Rok       | Zápasy    | Góly      |
| --------- | --------- | --------- |
| 2019      | 3         | 3         |
| 2020      | 6         | 1         |
| 2021      | 1         | 1         |
| Celkem    | 10        | 5         |

#### Reprezentační góly
K zápasu odehranému 31. března 2021. Skóre a výsledky Španělska jsou vždy zapisovány jako první.
| Gól | Datum              | Místo                                  | Soupeř    | Skóre | Výsledek | Soutěž                                |
| --- | ------------------ | -------------------------------------- | --------- | ----- | -------- | ------------------------------------- |
| 1.  | 15. listopadu 2019 | Ramón de Carranza, Cádiz, Španělsko    | Malta     | 6:0   | 7:0      | Kvalifikace na Euro 2020              |
| 2.  | 18. listopadu 2019 | Wanda Metropolitano, Madrid, Španělsko | Rumunsko  | 2:0   | 5:0      | Kvalifikace na Euro 2020              |
| 3.  | 18. listopadu 2019 | Wanda Metropolitano, Madrid, Španělsko | Rumunsko  | 3:0   | 5:0      | Kvalifikace na Euro 2020              |
| 4.  | 14. listopadu 2020 | St. Jakob-Park, Basilej, Švýcarsko     | Švýcarsko | 1:1   | 1:1      | Liga národů UEFA 2020/21              |
| 5.  | 31. března 2021    | La Cartuja, Sevilla, Španělsko         | Kosovo    | 3:1   | 3:1      | Kvalifikace na Mistrovství světa 2022 |

## Ocenění

### Individuální
- Nejlepší španělský střelec La Ligy: 2019/20[20]
- Sestava sezóny Evropské ligy UEFA – 2020/21[21]